# Сражение при Альденховене (1794)
Сражение при Альденховене (нем. Schlacht bei Aldenhoven) или сражение на реке Рёр — сражение, произошедшее 2 октября 1794 года во время войны против Первой коалиции в эпоху французских революционных войн. Французская Самбро-Маасская армия под командованием Жан-Батиста Журдана, форсировав реку Рёр в нескольких местах, заставила отступить австрийскую армию графа Клерфайта. Исход сражения был решён французским правым флангом у Дюрена. Отступление австрийцев от Рёра за Рейн окончательно решило судьбу Бельгии и прирейнской Германии. Таким образом, к концу октября 1794 года французские войска вышли к Рейну на всем его протяжении — цель была достигнута: Франция захватила «естественную границу» на востоке.

## Перед сражением
Поражение у Спримона заставило Клерфайта поспешно оставить свою оборонительную линию на Маасе из опасения потерять сообщение с Рейном. Предоставив Маастрихт собственной защите, австрийская армия отступила на новую оборонительную линию за рекой Рёр.
Уже в течение одного месяца Клерфайт, предвидя то, что могло произойти в дальнейшем, сооружал на правом берегу Рёра ретраншементы. Эта позиция, центр которой располагался в Альденховене, поддерживалась артиллерией крепости Юлих. Фронт был прикрыт Рёром, зажатым между берегами, немного широким в местах бродов и порожистым в нескольких пунктах, с крутыми берегами, заполненным водой из-за осенних дождей. Его крутой, более высокий правый берег господствует почти повсюду над левым, что позволяло австрийским батареям преобладать над теми, которые французы могли установить напротив. Разрушенные мосты, затопленные броды, многочисленная артиллерия защищали подходы и проходы.
Линия фронта австрийцев, общие силы которых составляли 77 тысяч штыков и сабель, была длинной и разделённой на части. Правый фланг под командованием Вернека протянулся до Рурмонда, около слияния рек Рёр и Маас. Центр был в Альденховене, впереди Юлиха, а левый фланг под командованием Латура простирался от Дюрена до Нидеггена, где находился генерал Гаддик.
Как только Журдан заметил, что союзники намереваются занять новую оборонительную линию на Рёре, он решил продолжить наступление, чтобы не дать австрийцам укрепиться на новой позиции и оттеснить их за Рейн.
Клебер с дивизиями левого фланга — 20 тысяч штыков и сабель — обложил Маастрихт, чья осада могла начаться только после того, как французы станут хозяевами всего течения Рёра. Накануне сражения он оставил перед этой крепостью обсервационный корпус только из нескольких тысяч человек, а сам с остальными войсками направился на левое крыло армии.
Армия Журдана насчитывала 99000 штыков и сабель. Он развернул её на исходных позициях и разделил на четыре колонны, чтобы утром 2 октября начать атаки на четыре главных пункта австрийской линии. Правый фланг был под командованием генерала Шерера; левый фланг — Клебера; Лефевр вёл авангард. Сам Журдан командовал центром, состоявшим из дивизий Атри, Морло, Шампионне и части кавалерии Дюбуа. Шерер должен был переправиться в Нидеггене, Биркесдорфе и Дюрене, чтобы подавить левый австрийский фланг. Атаки на левом фланге французов в Хайнсберге поручили Клеберу. Авангард должен был наступать на Линних. Журдан предполагал с главными силами наступать на Юлих.

## Ход сражения
2 октября в пять часов утра армия пришла в движение в густых бригадных колоннах. Сильный туман заставил прекратить марш до десяти часов. Бернадот, который командовал авангардом Клебера, разведал броды через Рёр на левом фланге французов и нашёл везде только бурный поток. Тем не менее 71 полубригада, воодушевляемая Неем, чьё имя тогда впервые появилось в военной истории, в едином порыве, несмотря на обстрел, перебралась на другой берег и взяла с боем позицию в Ратхейме, но подготовленные мосты оказались слишком короткими, и артиллерия не смогла последовать за пехотой. Противник воспользовался этим обстоятельством и с превосходящими силами контратаковал переправившиеся подразделения. Спешно на помощь прибыл со своей дивизией Фриан. При поддержке огня батарей, которые Клебер приказал установить на левом берегу, 71 полубригада до ночи продержалась на захваченных у противника позициях.
Лефевр со своей дивизией неожиданно захватил Линних, но бурная река в этом месте не позволяла быстро построить мосты, которые к тому же устанавливались под огнем батарей австрийских редутов. Линних, засыпанный ядрами и бомбами, был сожжен.
Центр Клерфайта под командованием Края, который Журдан должен был атаковать, был расположен на высоком холме, который возвышается между Альденховеном и Юлихом, и был усеян редутами. Все эти укрепления были взяты штыковой атакой дивизиями центра. Клерфайт, укрывшийся в Юлихе, пытался парализовать неудержимость французов контратаками многочисленной кавалерии. Его кавалерия даже атаковала с саблями наголо артиллеристов легкой батареи дивизии Морло, и 14-й драгунский полк, прискакавший на помощь этой батарее, был бы раздавлен противником, если бы не 1 драгунский полк, прибывший с поддержкой. Несмотря на первоначальный успех, дивизии центра в течение дня не смогли переправиться через реку в районе Юлиха.
На французском правом фланге плохое состояние дорог замедлило движение войск Шерера. Он смог начать атаки только к трём часам дня. Генерал Лорж со своей бригадой захватил проходы к Дюрену, выбил ворота города, выгнал австрийцев и вышел дальше на равнину. Он был поддержан эскадронами Марсо, который только что после жестокого боя захватил брод и городок Мервейллер, во время боя за который адъютант Клейн увлёк войска вплавь через Рёр. Лорж при помощи этого подкрепления удержался за Дюреном. Майер со своей дивизией захватил в это же время Биркесдорф, в котором он перешёл через Рёр и разместился на левом фланге Лоржа.
Латур направил против этой последней дивизии все свои усилия, потому что она угрожала прервать его коммуникации с Клерфайтом в Юлихе. Она была подвергнута огню батареи из шестидесяти орудий, размещённых на высотах, господствующих над Дюреном. Не имея собственной артиллерии, французская дивизия не могла ответить и несла большие потери. Она начала отступать к реке, ведя арьергардный бой, когда дивизия Гакуэна, задержанная австрийскими егерями в лесу между Кройцау и Бинсфельдтом, наконец появилась на высотах Бинсфельдта и взяла с тыла австрийские батареи — обстоятельство, которое определило победу на правом фланге французов.
Линия реки, преодолённая двумя внешними флангами французов, более не была пригодной для обороны Клерфайта, который решил отвести свою армию на восток, к Рейну. Вместе с австрийцами в ночь на 3 октября покинул крепость и её гарнизон. Возведение мостов было закончено французами в течение ночи, и 3 октября днём вся республиканская армия перешла Рёр; но когда колонны подошли к Юлиху, они нашли эту крепость эвакуированной, и члены магистрата вручили ключи от города французским генералам.

## Результаты
Клерфайт решил отойти за Рейн, и понимая, что он не может больше оставаться на левом берегу этой реки из-за уверенности в полном уничтожении своей армии, торопил отступление своих частей по дорогам на Бонн, Дюссельдорф и Кёльн, при этом он подвергался активному преследованию дивизиями Лефевра и Дюбуа. 5 октября австрийская армия ушла за Рейн.
Сражение при Альденховене стоило побежденным 4000 убитыми и ранеными, а также 800 пленными. Республиканская армия потеряла 1500 солдат.